# Otto Gauß
Otto Gauß (* 29. Dezember 1877 in Dorfmerkingen; † 12. Februar 1970 in Rottweil) war ein deutscher Organist und Komponist.

## Leben
Otto Gauß, Sohn des Johannes Gauß, studierte von 1897 bis 1901 Kontrapunkt, Orgelspiel und Katholische Theologie an der Universität Tübingen. Bereits zu dieser Zeit war er auf akademischem Gebiet erfolgreich, so gewann er einen Preis für seine Arbeit „Die Messen Mozarts im Vergleich zu denen der Klassiker des 16. Jh.“.
Nach seiner Priesterweihe im Jahre 1902 wurde er Musikrepetent am Wilhelmsstift zu Tübingen und war für die musikalische Ausbildung der Theologiestudenten verantwortlich. 1910 ging er nach Rottenburg am Neckar und bekleidete dort das Amt des Dompräbendars. 1914 wurde er Pfarrer in Tigerfeld, blieb dem Bistum Rottenburg aber treu, dessen Ehrenmitglied er 1954 wurde.
Seine Kompositionen werden als „ausgewogen, natürlich fließend und meist polyphon“ beschrieben (Joseph Haas).

## Werke
Innerhalb von 30 Jahren sind rund 180 Kompositionen in verschiedenen Verlagen erschienen, meistens für gemischte Chöre: 20 Messen (vorwiegend a cappella), Motetten, Grad., lateinische und deutsche Gesänge zum Kirchenjahr, dazu eine Reihe mehrstimmiger Lieder für weltliche Anlässe.
Er war Herausgeber von Orgelkomposition aus alter und neuer Zeit in 4 Bänden. Alfred Coppenrath, Regensburg 1909ff. sowie Mitherausgeber von Möhler, A.; Gauß, O.: Compendium der katholischen Kirchenmusik. Friedrich Alber, Ravensburg 1909, 2/1915.